# 東叡大王
東叡大王（とうえいだいおう）は、三山管領宮の敬称の一つ。江戸時代の漢文の教養のある人々の間で、漢文風にこう呼ばれた。「東叡山寛永寺にいらっしゃる親王殿下」の意味である。

## 概要
江戸時代の宮門跡の一つ、上野東叡山寛永寺貫主は、日光日光山輪王寺門跡を兼務し、比叡山延暦寺天台座主にも就任することもあり、全て宮家出身者または皇子が就任したため、三山管領宮とも称された。これは、敵対勢力が京都の天皇を擁して倒幕運動を起こした場合、徳川氏が朝敵とされるのを防ぐため、独自に擁立できる皇統を関東に置いておくという江戸幕府の戦略だったとも考えられる。こうすれば、朝廷対朝敵の図式を、単なる朝廷の内部抗争と位置づけることができるからであり、実際に幕末には最後の輪王寺宮・公現法親王が上野戦争の後、東北に脱出して奥羽越列藩同盟の盟主・東武皇帝（東武天皇）として即位していたという説もある。
「三山管領宮」・「日光宮」・「上野宮」・「東叡大王」など様々な呼称をもつ。朝廷や公家からは「輪王寺宮様」、江戸幕府や武士からは「日光御門主様」、江戸庶民からは「上野宮様」と呼ばれた。漢文の中では東叡大王ともいう。
13代続く。そのうち第7代に限り、上野宮（寛永寺貫主）と日光宮（輪王寺門跡）が別人であるが、第7代日光宮は第5代の重任であるため、人数の合計が14人にはならない。また出身は閑院宮から3人、伏見宮から2人、有栖川宮から3人、あとはすべて皇子である。
主に上野の寛永寺に居住し、日光には年に3ヶ月ほど滞在したが、それ以外の期間で関西方面に滞在していた人物もいる。
ただし歴代中には例外的に天台座主には就任しなかった人もいて、13代のうち4人は早世または在位期間が短いため天台座主を兼任していない。最後の公現入道親王も戊辰戦争勃発のため在任期間が短く、天台座主に就任しなかった一人である。東叡山寛永寺貫主と日光山輪王寺門主とは就任も退任も同時でありこの二つの地位は即応である。が、天台座主は他の僧侶も任じられるので、在任中は天台座主でない時期があることになるのである。
- 天台座主についての誤解

輪王寺宮の在任中であっても天台座主を兼ねない時期がありうるのだが、これは形式上のことで実質の権威は三山管領宮の名の通り一貫して宮門跡のものであった。
これはどういう意味かというと、江戸時代においては、天台宗を管領したのは東叡山寛永寺であって、比叡山延暦寺ではない。従って、ここでいう「天台座主」とは正確には比叡山延暦寺という一寺の座主のこと。明治以降、天台宗のトップの座は比叡山に戻ったので、江戸時代以前と以後（奈良時代から現代まで）を通算する都合上「天台座主」と称するが、江戸時代の実情とは異なる。
天台座主は在任期間が短く交代が早い。つまり輪王寺宮以外の僧も何人も天台座主となっているが、この実情により、輪王寺宮以外の天台座主は比叡山の一山の座主にすぎず、第2・7（上野宮）第11・13代の4人の輪王寺宮は、それぞれの理由により、公式には比叡山延暦寺座主になってはいないが、延暦寺のトップではなく寛永寺のトップとして天台宗を管領したことにかわりはない。少々ややこしいが、慣例により江戸期の比叡山延暦寺座主のことをも天台座主とよんでいるのである。

## 一覧
1. 1代（寛永寺御門主第3世）在職 1654年-1680年　守澄法親王（本照院　1634年-1680年）後水尾天皇第九皇子
2. 2代（同第4世）1680年-1690年 天真法親王（解脱院　1663年-1690年）後西天皇第五皇子
3. 3代（同第5世）1690年-1715年 公弁法親王（大明院　1668年-1716年）後西天皇第六皇子
4. 4代（同第6世）1715年-1738年 公寛法親王（崇保院　1696年-1738年）東山天皇第三皇子
5. 5代（同第7世）1738年-1752年 公遵法親王（随自意院　1721年-1788年）中御門天皇第二皇子
6. 6代（同第8世）1752年-1772年 公啓法親王（最上乗院　1731年-1772年）閑院宮直仁親王第二王子
7. 7代（同第9世）1772年-1780年 公遵法親王（随冝楽院）5代と同一人物　再任
8. 8代（同第10世）1780年-1791年 公延法親王（安楽心院　1761年-1803年）閑院宮典仁親王第四王子
9. 9代（同第11世）1791年-1809年 公澄法親王（歓喜心院　1775年-1828年）伏見宮邦頼親王第二王子
10. 10代（同第12世）1809年-1843年 舜仁法親王（自在心院　1788年-1843年）有栖川宮織仁親王第四王子
11. 11代（同第13世）1843年-1846年 公紹法親王（普賢行院　1814年-1846年）有栖川宮韶仁親王第三王子
12. 12代（同第14世）1846年-1867年 慈性法親王（大楽王院　1812年-1867年）有栖川宮韶仁親王第二王子
13. 13代（同第15世）1867年-1868年 公現法親王（1846年-1895年）伏見宮邦家親王第九王子